# Museo Regional Potosino
El museo Regional Potosino fue inaugurado el 20 de noviembre de 1952. Se encuentra ubicado en parte de lo que fue el convento de San Francisco construido en 1586. En este museo se exhiben objetos del virreinato, obras de caballete que datan de los siglos XVI al XIX u otros importantes testimonios históricos de San Luis Potosí. Exhibe documentos históricos, asimismo colecciones arqueológicas olmecas, totonacas, mixtecas entre otras importantes culturas prehispánicas de México. En 2004 recibió el Premio a la Conservación del Patrimonio Cultural , otorgado por los trabajos de restauración arquitectónica y reestructuración museográfica del recinto.

## Localización
El museo se encuentra en plaza de Aranzazú, Centro Histórico de San Luis Potosí. Esquina de la calle de Galeana, detrás del templo de San Francisco.

## Descripción del museo
El museo es una muestra de la arquitectura Novohispana, en su interior se encuentra la capilla de Aranzazú, ubicada en la planta alta de lo que era el convento. Se encuentra El Ventanal de la capilla de Aranzazú de estilo barroco.
Documental sobre el museo realizado por el Instituto de Televisión Pública de San Luis Potosí XHSLS Canal 9

## Salas de exhibición
El museo se encuentra dividido en 4 salas.
- 1. Huasteca potosina: en esta sala se muestra una descripción de los primeros pobladores de la región, costumbres étnicas, una descripción del ambiente geográfico de la Huasteca.

- 2. Mesoamérica: en esta sala se muestran las culturas que ocuparon una parte del territorio nacional y algunas partes de Centroamérica.

- 3. Capilla de Aranzazú: esta sala se encuentra en la planta alta del ex convento de San Francisco. En esta sala se muestra un arco adornado con una ventana octagonal y una cruz Caravaca. La fachada de la capilla es una obra representativa del barroco.

- 4. Fundación: en esta sala se muestra el documento original y planos de San Luis antiguo.[4]

## Horarios de servicio
Abierto al público de martes a sábado de 10h. a 19h. Entrada general: $55 pesos. Estudiantes, niños menores de 13 años e INAPAM. Domingo entrada libre para residentes mexicanos.

## Reconocimientos
2004- Premio a la Conservación del Patrimonio Cultural.
2011- Reconocimiento de Acceso y Uso a la Función Sustantiva; Reconocimiento de Acceso y Uso de Servicios.

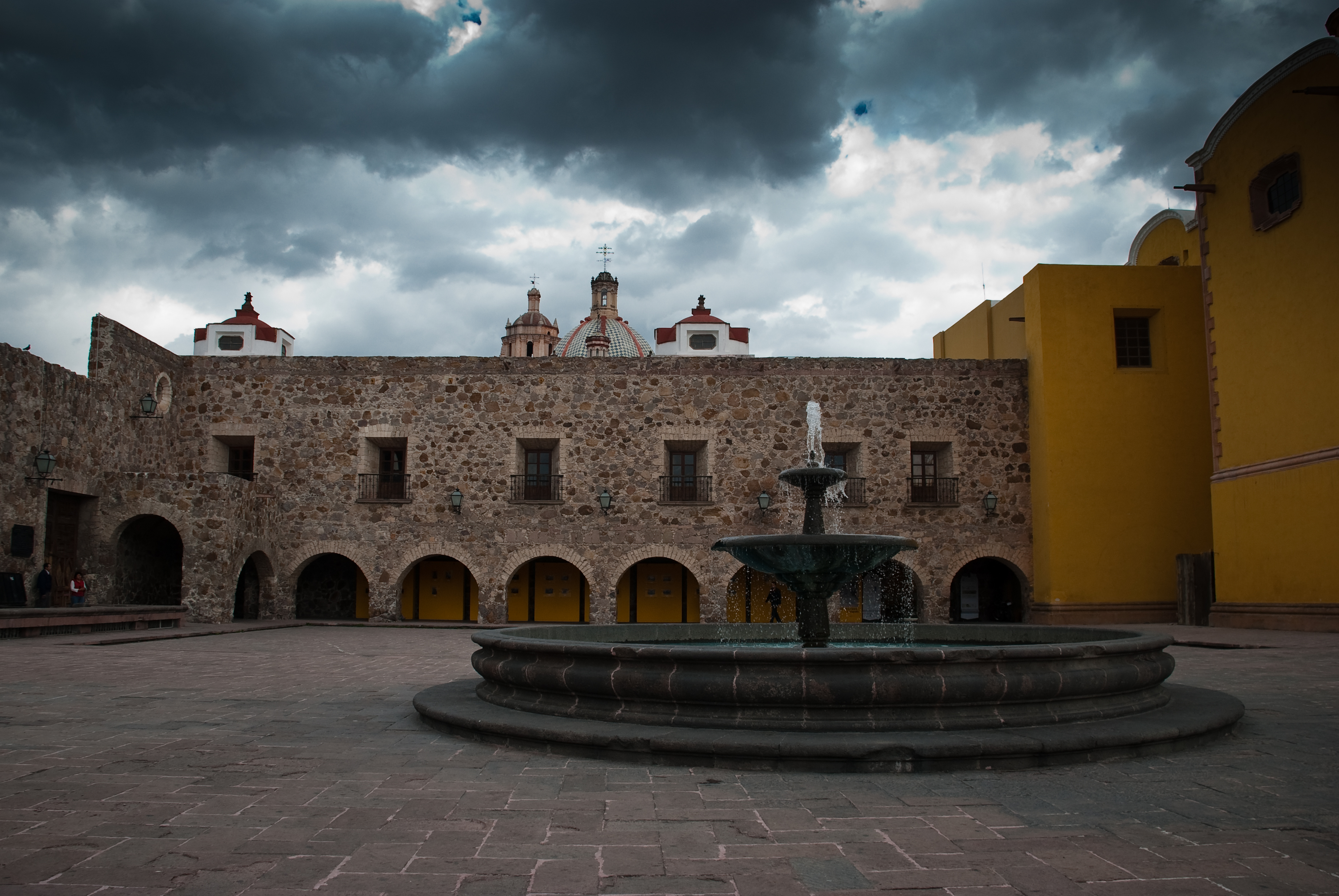
Plaza de Aranzázu